# Villedieu (Côte-d’Or)
Villedieu ist eine französische Gemeinde mit 70 Einwohnern (Stand: 1. Januar 2022) im Département Côte-d’Or in der Region Bourgogne-Franche-Comté. Sie gehört zum Arrondissement Montbard und zum Kanton Châtillon-sur-Seine.
Nachbargemeinden sind Molesme im Norden, Larrey im Osten, Marcenay im Südosten, Griselles im Süden, Channay im Südwesten und Vertault im Westen.

## Bevölkerungsentwicklung
| Jahr                       | 1962 | 1968 | 1975 | 1982 | 1990 | 1999 | 2008 | 2015 |
| -------------------------- | ---- | ---- | ---- | ---- | ---- | ---- | ---- | ---- |
| Einwohner                  | 115  | 97   | 93   | 84   | 77   | 98   | 83   | 69   |
| Quellen: Cassini und INSEE |      |      |      |      |      |      |      |      |

## Meteorit
Im Jahr 1890 wurde bei Villedieu ein Steinmeteorit gefunden und als eisenreicher Typ H4 klassifiziert. Der Meteorit hatte ein Gewicht von etwa 14 Kilogramm.